# Medisch erfgoed

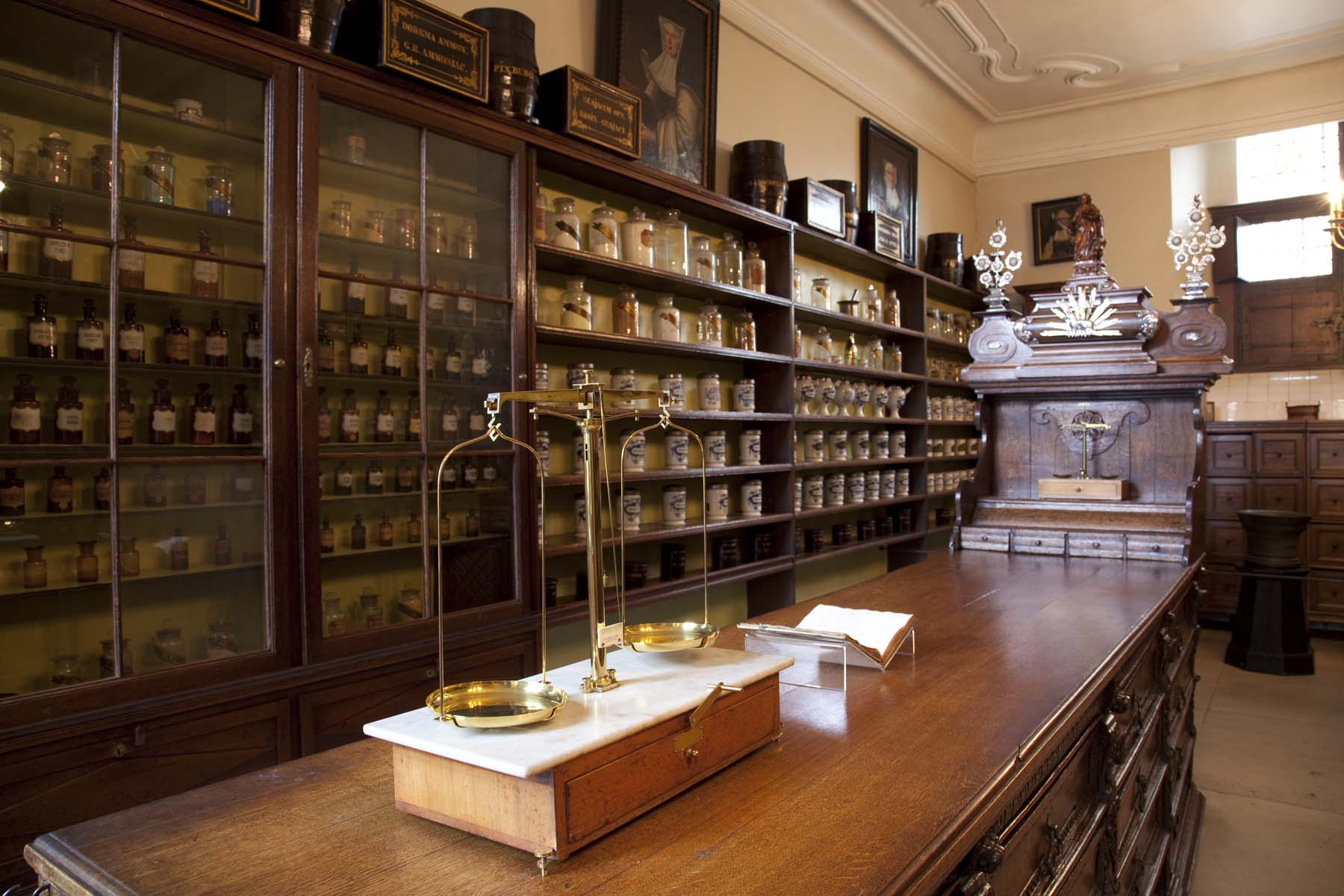
Hospitaalapotheek, Sint-Jan

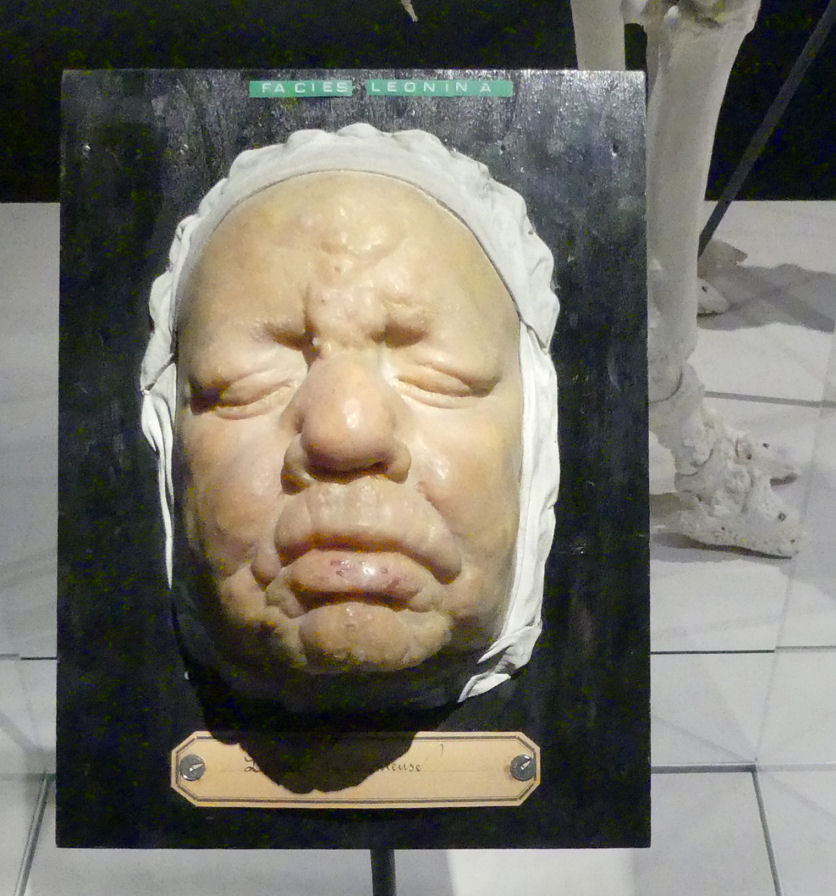
Anatomisch model van een aangezicht met lepra, door Jules Baretta, verzameling Universiteit Gent

Medisch erfgoed is erfgoed dat ontstaan is in de sector van de geneeskunde, heelkunde, psychiatrie, diergeneeskunde of bij de geneeskundige praktijk. Het is een deelsector van het academisch erfgoed.
Dit erfgoed is materieel en bestaat uit gebouwen en medische instrumenten. In Nederland worden verzamelingen medisch erfgoed bewaard op allerlei plaatsen waaronder academische ziekenhuizen en in universiteitsmusea.
Ook kloosterapotheken, abdijziekenhuizen en voormalige ziekenhuizen behoren tot het medisch onroerend erfgoed.

## Verzamelingen medisch erfgoed

### België
In België is er heel wat roerend en onroerend medisch erfgoed bewaard.
- Museum Dr. Guislain, Gent
- Belgisch Museum voor Radiologie.[5]
- Museum voor de Geschiedenis van de Geneeskunde[6]
- Museum Morfologie
- Museum voor de Geschiedenis van de Wetenschappen
- Sint-Janshospitaal, Brugge
- klooster Onze-Lieve-Vrouw ter Potterie
- Chirurgisch instituut Berkendael
- Gasthuismuseum
- Bijlokehospitaal
- Militair hospitaal De Valk
- L'Océan
- Koninklijk Militair Hospitaal, Menen

### Nederland
- Museum Vrolik
- Rijksmuseum Boerhaave
- Universiteitsmuseum (Utrecht)
- Universiteitsmuseum (Groningen)
- Museum De Kluis te Huize Padua